# シェルバーン伯爵内閣
シェルバーン伯爵内閣（シェルバーンはくしゃくないかく、英語: Shelburne ministry）はシェルバーン伯爵を首相とする、1782年7月から1783年3月まで在任したグレートブリテン王国の内閣。
1782年3月にノース内閣が倒れた後、ホイッグ党のロッキンガム侯爵が再び首相に就任したが、その4か月後に病死、内務大臣のシェルバーン伯爵が後任の首相として組閣した。しかし、チャールズ・ジェームズ・フォックスなど元ロッキンガム派の政治家（ジョン・キャヴェンディッシュとエドマンド・バークを含む）はシェルバーン伯爵の内閣への入閣を拒否、野党に回った。フォックス派もノース卿の支持者と同盟して倒閣を狙い、1783年4月に成功してフォックス＝ノース連立内閣が成立した。しかし、この連立政権は国王ジョージ3世に嫌われて失脚、1783年12月に成立した第1次ピット内閣でシェルバーン伯爵の閣僚の多くが返り咲いた。シェルバーン伯爵自身は閣僚に復帰しなかったもののランズダウン侯爵に叙された。

## 内閣
| 役職                     | 肖像 | 名前                 | 在任                          | 所属政党   |
| ------------------------ | ---- | -------------------- | ----------------------------- | ---------- |
| 第一大蔵卿               |      | シェルバーン伯爵     | 1782年7月4日 - 1783年3月26日  | ホイッグ党 |
| 大法官                   |      | サーロー男爵         | 1778年6月3日 - 1783年4月7日   | 無所属     |
| 枢密院議長               |      | カムデン男爵         | 1782年3月27日 - 1783年4月2日  | ホイッグ党 |
| 王璽尚書                 |      | グラフトン公爵       | 1782年 - 1783年               | ホイッグ党 |
| 財務大臣                 |      | 小ピット             | 1782年7月10日 - 1783年3月31日 | トーリー党 |
| 内務大臣                 |      | トマス・タウンゼンド | 1782年7月10日 - 1783年4月2日  | ホイッグ党 |
| 外務大臣 第一商務卿      |      | グランサム男爵       | 1780年12月9日 - 1783年4月2日  | ホイッグ党 |
| 海軍卿                   |      | ケッペル子爵         | 1782年 - 1783年               | ホイッグ党 |
| 海軍卿                   |      | ハウ子爵             | 1783年 - 1788年               | 無所属     |
| ランカスター公領担当大臣 |      | アシュバートン男爵   | 1782年4月17日 - 1783年8月29日 | 無所属     |
| 軍需総監                 |      | リッチモンド公爵     | 1782年 - 1783年               | ホイッグ党 |

## 閣外大臣
- ヘンリー・シーモア・コンウェイ - イギリス陸軍最高指揮官（英語版）
- ヘンリー・ダンダス（英語版） - 海軍財務長官
- サー・ジョージ・ヤング（英語版） - 戦時大臣
- アイザック・バレー（英語版） - 軍事支払総監
- ラトランド公爵 - 王室家政長官（英語版）